# Nour El-Sherbini
Nour El-Sherbini es la jugadora profesional egipcia de squash clasificada como la número uno a nivel mundial. Cinco veces ganadora del Campeonato Mundial de Squash (2015, 2016, 2019, 2020 y 2021). Al ganar el Campeonato Mundial de 2021, se convirtió en la ganadora del ese campeonato tres veces consecutivas.

## Biografía
Nació el 1 de noviembre del año 1995 en Alejandría, Egipto. Actualmente juega para el club Sporting de Alejandría. Se considera la primera jugadora egipcia en ganar el Campeonato Abierto Británico de Squash antes de los 13 años en 2009 tras derrotar a su compañera Nouran Gohar en la final. Asimismo, es considerada la primera jugadora egipcia de squash y la menor de edad en el mundo en lograr clasificarse al final del Campeonato Abierto Británico del año 2012. Sin embargo, su sueño de culminación se retrasó cuatro años. "El Sherbini" ganó el Campeonato Mundial de Squash celebrado en Malasia, después de vencer a la jugadora inglesa clasificada como el número uno mundialmente en el partido final, Laura Massaro, cuando hizo una remontada después de su retroceso por dos mitades.

## Campeonatos y Premios
El Campeonato de Al-Jazeera a los 8 años
Ganó muchos campeonatos a nivel nacional
Ganó en los campeonatos individuales de Squash y consiguió el título de la mejor y la menor jugadora en el campeonato femenino. Fue honrada por parte de la Federación Mundial de Squash. 
En el año 2009 ganó el Campeonato Mundial de Squash Juvenil celebrado en la India bajo los 19 años, y alcanzó el título de la jugadora más joven en el mundo que gane el campeonato.
Ganó 5 veces consecutivas el Campeonato Abierto Británico de Squash Juvenil bajo los 13, 15 y 19 años y obtuvo el título de la mejor jugadora joven.
Se convirtió en la jugadora más joven en el mundo que forme parte de la lista de las 10 primeras posiciones de clasificación de squash a nivel mundial.
En diciembre de 2014 participó en el Campeonato Mundial por Equipos organizado en Canadá, y consiguió la tercera posición. Y así, se clasificó como el número 4 mundialmente.
En 2006, fue culminada con el título de la segunda clasificada mundialmente en el Campeonato Mundial celebrado en Kuala Lumpur, Malasia tras derrotar la inglesa Laura Massaro con 2-3 en el partido final.